# Apostolska nunciatura v Gambiji
Apostolska nunciatura v Gambiji je diplomatsko prestavništvo (veleposlaništvo) Svetega sedeža v Gambiji.
Trenutni apostolski nuncij je George Antonysamy.

## Seznam apostolskih nuncijev
- Johannes Dyba (25. avgust 1979–13. oktober 1979)
- Romeo Panciroli (6. november 1984–18. marec 1992)
- Luigi Travaglino (4. april 1992–2. maj 1995)
- Antonio Lucibello (8. september 1995–27. julij 1999)
- Alberto Bottari de Castello (18. december 1999–1. april 2005)
- George Antonysamy (4. avgust 2005–danes)